# 王戈庄河
王戈庄河，又称风河、风水河，是位于中国山东半岛东南部的一条河流。

## 概况
主要发源于青岛市黄岛区七宝山的张仓东河、铁山西北的张仓西河和陡阳山的溧水河。张仓东、西河至张仓东南合流, 至双凤山南与溧水河合流。流经宝山、铁山、珠海、胶南、隐珠5镇街，在隐珠街道东南大港入灵山湾。全长35公里，汇水面积303平方公里。上游建有铁山水库。河道自上而下有大小湾道19处，平均1.4公里有1弯；有大小支流24条，这些支流均源短流急，汛期难以安全行洪。